# Jozef Sirotňák
Jozef Sirotňák (* 6. dubna 1939 Chminianska Nová Ves) je slovenský manažer, politik a pedagog.

## Život a kariéra
Narodil se v roce 1939 v Chimianské Nové Vsi u Prešova. Po absolvování prešovské pedagogické střední školy pracoval jako učitel na základní škole v Nižném Hrabovci. V roce 1962 dokončil studium na Vysoké škole báňské v Ostravě. Poté pracoval ve Východoslovenských železárnách. V roce 1968 vstoupil do Strany slobody. V roce 1982 byl zvolen krajským tajemníkem Strany slobody ve Východoslovenském kraji a stal se poslancem Slovenské národní rady. V parlamentu zasedal ve výboru pro výchovu a kulturu.
V roce 1989 byl zvolen prvním místopředsedou Slovenské národní rady. V listopadu 1989 byl neúspěšným protikandidátem Rudolfa Schustera na post předsedy Slovenské národní rady. Na sjezdu strany v lednu 1990 byl zvolen předsedou Strany slobody. V roce 1991 ho nahradil Silvester Minarovič. Poté nadále pracoval jako obchodní ředitel Východoslovenských železáren. Po roce 1993 působil ve funkci generálního sekretáře Svazu průmyslu Slovenské republiky. Poté působil také ve vedení Slovenské obchodní a průmyslové komory.
Po zvolení prezidenta Rudolfa Schustera v roce 1999 pracoval jako vedoucí prezidentské kanceláře v Košicích. V letech 2001 až 2002 působil jako vedoucí kanceláře prezidenta Slovenské republiky. V roce 2015 se stal vedoucím nové prezidentské knihovny Rudolfa Schustera v Košicích.

## Ocenění
- Vyznamenání Za vynikající práci (1989)